# 実樹ぶきみ
実樹 ぶきみ（みき ぶきみ）は、日本の漫画家。

## 来歴
2016年、秋田書店のチャンピオン三誌が主催する第2回「3誌合同新人まんが賞NEXT CHAMPION」にて短編作『SHY』で新人大賞を受賞。
2017年、『週刊少年チャンピオン』7号（秋田書店）に受賞作が掲載されデビュー。2019年、同誌35号から受賞作を基に構成された『SHY』を連載開始。2023年、同作はテレビアニメ化され、2024年に第2期が放送された。

## 作品リスト
- 『SHY』秋田書店〈少年チャンピオン・コミックス〉既刊30巻（『週刊少年チャンピオン』2019年35号 - 連載中）